# Негова (гмина)
Негова (пол. Niegowa) — сельская гмина (волость) в Польше, входит как административная единица в Мышкувский повет, Силезское воеводство. Население — 5841 человек (на 2004 год).

## Демография
| Перепись                       | Всего   | Всего | Женщины | Женщины | Мужчины | Мужчины |
| ------------------------------ | ------- | ----- | ------- | ------- | ------- | ------- |
| Единицы                        | человек | %     | человек | %       | человек | %       |
| Население                      | 5841    | 100   | 2934    | 50,2    | 2907    | 49,8    |
| Плотность населения (чел./км²) | 66,7    | 66,7  | 33,5    | 33,5    | 33,2    | 33,2    |

## Сельские округа
1. Антолька
2. Ближыце
3. Боболице
4. Бжезины
5. Домбровно
6. Гожкув-Новы
7. Гожкув-Стары
8. Людвинув
9. Лутовец
10. Мирув
11. Мочидло
12. Мзурув
13. Негова
14. Негувка
15. Огожельник
16. Посташовице
17. Сокольники
18. Томишовице
19. Тшебнюв
20. Загуже

## Соседние гмины
1. Гмина Ижондзе
2. Гмина Янув
3. Гмина Крочице
4. Гмина Лелюв
5. Гмина Влодовице
6. Гмина Жарки